# You're Living All Over Me
You're Living All Over Me là album phòng thu thứ hai của ban nhạc alternative rock người Mỹ Dinosaur Jr., được phát hành ngày 14 tháng 10 năm 1987, qua SST Records. Tiêu đề album xuất phát từ một câu nói của trưởng nhóm J Mascis khi đang đi tour cùng ban nhạc.
"Poledo" khá độc đáo so với phần còn lại của album, trong đó, một nửa thời gian của ca khúc là bản thu lo-fi Lou Barlow hát và đánh đàn ukulele, nửa thời gian còn lại là tập hợp những mẫu âm thanh và tiếng ồn.

## Danh sách ca khúc
Tất cả các ca khúc được viết bởi J Mascis, trừ khi có ghi chú.
| STT              | Nhan đề              | Sáng tác         | Thời lượng |
| ---------------- | -------------------- | ---------------- | ---------- |
| 1.               | "Little Fury Things" |                  | 3:06       |
| 2.               | "Kracked"            |                  | 2:50       |
| 3.               | "Sludgefeast"        |                  | 5:17       |
| 4.               | "The Lung"           |                  | 3:51       |
| 5.               | "Raisans"            |                  | 3:50       |
| 6.               | "Tarpit"             |                  | 4:36       |
| 7.               | "In a Jar"           |                  | 3:28       |
| 8.               | "Lose"               | Lou Barlow       | 3:11       |
| 9.               | "Poledo"             | Barlow           | 5:43       |
| Tổng thời lượng: | Tổng thời lượng:     | Tổng thời lượng: | 36:08      |

| Bonus tracks | Bonus tracks                                                | Bonus tracks                                                            | Bonus tracks |
| STT          | Nhan đề                                                     | Sáng tác                                                                | Thời lượng   |
| ------------ | ----------------------------------------------------------- | ----------------------------------------------------------------------- | ------------ |
| 10.          | "Show Me the Way" (on the SST CD version)                   | Peter Frampton                                                          | 3:45         |
| 11.          | "Just Like Heaven" (on the 2005 Merge và Imperial reissues) | Robert Smith, Simon Gallup, Porl Thompson, Boris Williams, Lol Tolhurst | 2:53         |
| 12.          | "Throw Down" (on the 2005 Imperial reissue)                 |                                                                         | 0:49         |
| 13.          | "In a Jar" (live; on the 2005 Imperial reissue)             |                                                                         |              |

## Phát hành
| Đánh giá chuyên môn | Đánh giá chuyên môn |
| Nguồn đánh giá      | Nguồn đánh giá      |
| Nguồn               | Đánh giá            |
| ------------------- | ------------------- |
| AllMusic            | [ 3 ]               |
| Robert Christgau    | B+                  |
| Drowned in Sound    | 3.5/5               |
| Paste               | [ 6 ]               |
| Pitchfork           | 9.1/10              |
| PopMatters          | [ 8 ]               |
| Spin                | 10/10               |
| Stylus Magazine     | A-                  |

You're Living All Over Me được phát hành khi nhóm vẫn còn giữ tên Dinosaur, trước khi vấn đề pháp lý buộc họ phải đổi tên thành Dinosaur Jr. Vài tháng sau phát hành, SST Records cho in lại đĩa nhạc, và những bản đĩa mới này ghi tên ban nhạc là "Dinosaur Jr.". Video âm nhạc cho ca khúc "Little Fury Things" được đạo diễn bởi Jim Spring và Jens Jurgensen.

## Thành phần tham gia
Dinosaur Jr.
- J Mascis – guitar, bộ gõ, hát chính
- Lou Barlow – guitar bass, ukulele, hát nền, tape, hát chính trên "Lose" và "Poledo"
- Murph – trống

Thành phần hỗ trợ
- Lee Ranaldo – hát điệp khúc trong "Little Fury Things"

Thành phần sản xuất
- Wharton Tiers - sản xuất, kỹ thuật
- Dave Pine - kỹ thuật
- Maura Jasper – ảnh bìa album